# Ciyingzi
Ciyingzi (kinesiska: 茨营子乡, 茨营子) är en socken i Kina. Den ligger i provinsen Hebei, i den norra delen av landet, omkring 110 kilometer norr om huvudstaden Peking. Antalet invånare är 7 474. Befolkningen består av 3 550 kvinnor och 3 924 män. Barn under 15 år utgör 16,0 %, vuxna 15-64 år 70 %, och äldre över 65 år 13,0 %.
Genomsnittlig årsnederbörd är 633 millimeter. Den regnigaste månaden är juli, med i genomsnitt 166 mm nederbörd, och den torraste är januari, med 3 mm nederbörd.